# Ibrahim Ossame
Ibrahim Ossame Tavares, ou simplesmente Ibrahim Ossame, (Ajmã, 15 de dezembro de 1995) é um jornalista, apresentador de noticiário e repórter brasileiro de origem árabe.
Radicado em Manaus, no estado do Amazonas, tem passagens por emissoras locais como TV Cultura do Amazonas, Rede Amazônica e as nacionais TV Cultura de São Paulo, TV Brasil, Rede Minas e Globo News.

## Biografia
Descendente de sírios-libaneses e portugueses, cresceu em Manaus, Amazonas. Durante a adolescência, frequentou o Liceu de Artes e Ofícios Cláudio Santoro, em Manaus, onde estudou teatro, sendo aluno da atriz e diretora Ednelza Sahdo.

## Carreira
Aos 17 anos, ingressou na faculdade de Comunicação Social, onde cursou jornalismo como bolsista. Durante seus anos universitários, participou do projeto "Manaus na Copa" em 2014, uma iniciativa voltada para a cobertura jornalística dos jogos sediados na cidade, que selecionava jovens bilíngues para dar suporte à equipes dei mprensa internacionais que estavam de passagem por Manaus para cobrir os jogos da Copa FIFA daquele ano.
Durante o curso de jornalismo, fez testes e foi aprovado para integrar à equipe de apresentadores da TV universitária. Na mesma época, apresentou o programa de rádio universitário "Saber Viver", na Rádio Rio Mar, sediada em Manaus.
Nos últimos anos de universidade, iniciou estágio na TV pública do amazonas, onde produzia pautas para o telejornal local 'Jornal da Cultura'.  Após concluir sua graduação, Ibrahim foi contratado pela TV Cultura do Amazonas e rapidamente ganhou destaque como repórter. Seu trabalho em coberturas especiais, principalmente nas áreas de jornalismo científico, saúde e atualidades, chamou a atenção de redes de televisão de alcance nacional, como TV Brasil, TV Cultura de São Paulo e Rede Minas, que exibiram suas reportagens para todo o Brasil. Também teve matéria especial sobre um grupo de jogadores cadeirantes de basquete exibida para países lusófonos pela TV Brasil Internacional. Ao longo de quase uma década, foi editor-chefe e apresentou telejornais variados, quadros de entretenimento (moda, lazer e culinária), programas de entrevista e conduziu transmissões especiais na emissora.
Tem passagem pela Rede Globo, através da afiliada na Região Norte, Rede Amazônica. Lá, Ibrahim apresentou o telejornal "Jornal de Rondônia 2º edição" para a Região Central e Vale do Guaporé em Rondônia. Durante este período, também integrou o núcleo de repórteres que cobriam assuntos de relevância para o Canal Globo News, contribuindo assim para a cobertura de eventos e notícias de importância nacional e internacional, como o caso do assassinato do jornalista britânico Dom Phillips e do indigenísta Bruno Pereira. Apresentou também esporadicamente jornais locais como Jornal do Amazonas 2º edição e Bom Dia Sábado.

## Prêmios e Reconhecimentos
“O jornalista Ibrahim Ossame, na categoria Profissional de Comunicação, foi destaque por seu esforço louvável diante das condições de produção, ressaltando a qualidade audiovisual, a diversidade temática e o diálogo nacional com veículos que disseminam conteúdos viabilizados. Suas reportagens abordam temas da maior relevância, ligados ao ambiente, saúde e entre outros temas pertinentes, com ampla divulgação nacional de impacto em diferentes plataformas.”
- CONFAP, 2023
| ENTIDADE     | TÍTULO                             | ANO  |
| ------------ | ---------------------------------- | ---- |
| CORECON (AM) | PRÊMIO DE JORNALISMO ECONÔMICO     | 2022 |
| FAPEAM (AM)  | PRÊMIO DE JORNALISMO CIENTÍFICO    | 2022 |
| CONFAP (BR)  | PRÊMIO PROFISSIONAL DE COMUNICAÇÃO | 2022 |

## Ligações Externas
1. https://www.linkedin.com/in/ibrahimossame/
2. Amazonas tem três finalistas na premiação nacional do Confap de CT&I - https://confap.org.br/pt/editais/56/-premio-confap-de-ciencia-tecnologia-e-inovacao-professora-odete-fatima-machado-da-silveira-edicao-2022-
3. https://confap.org.br/pt/editais/56/-premio-confap-de-ciencia-tecnologia-e-inovacao-professora-odete-fatima-machado-da-silveira-edicao-2022-
4. https://www.jornalistasecia.com.br/Jornalistasecia2023/1421/20/
5. https://g1.globo.com/am/amazonas/amazonia-que-eu-quero/noticia/2021/11/27/grande-parte-da-br-319-segue-impropria-para-o-transito-em-meio-a-impasses-ambientais-e-burocraticos.ghtml
6. https://g1.globo.com/globonews/jornal-globonews/video/nova-embarcacao-e-encontrada-em-area-de-buscas-na-amazonia-10661907.ghtml
7. https://www.instagram.com/oibra_
8. https://www.acritica.com/entretenimento/encontro-do-meio-dia-estreia-em-formato-multiplataforma-1.16046
9. https://tudoradio.com/noticias/ver/30776-encontro-das-aguas-fm-completa-4-anos-de-operacao-em-manaus-am
10. https://www.gov.br/cnpq/pt-br/assuntos/noticias/cnpq-em-acao/divulgados-os-finalistas-da-2a-edicao-do-premio-confap-de-c-t-i-201cprofa-odete-fatima-machado-da-silveira201d
11. https://fapes.es.gov.br/Media/fapes/Resultados/RESULTADO-FINAL-Finalistas-do-Premio-CONFAP-de-CTI-Odete-Fatima-Machado-da-Silveira-Edicao-2022.pdf
12. https://portaldoamazonas.com.br/2023/07/29/corecon-am-homenageia-jornalistas-do-amazonas-com-premiacao-de-r-2-mil-para-1o-lugar/
13. https://blog.fametro.edu.br/tag/semana-academica-de-jornalismo-e-design/
14. https://www.tjam.jus.br/index.php/menu/sala-de-imprensa/10591-escola-judicial-e-sistema-encontro-das-aguas-realizam-oficina-de-treinamento-de-gravacao-com-smartphones-para-servidores-envolvidos-no-projeto-de-interiorizacao
15. https://antigo.ufam.edu.br/2013-04-29-19-37-05/arquivo-de-noticias/8101-ufam-recebe-profissionais-de-comunicacao-durante-o-evento-imprensa-vip